# Кади-Юрт
Кади-Юрт (рос. Кади-Юрт) — село у Гудермеському районі Чечні Російської Федерації.
Населення становить 5139 осіб (2019). Входить до складу муніципального утворення Каді-Юртовське сільське поселення.

## Історія
Згідно із законом від 27 лютого 2009 року органом місцевого самоврядування є Каді-Юртовське сільське поселення.

## Населення
| 1990  | 2002  | 2010  | 2012  | 2013  | 2014  | 2015  |
| ----- | ----- | ----- | ----- | ----- | ----- | ----- |
| 1722  | ↗2626 | ↗4355 | ↗4489 | ↗4585 | ↗4688 | ↗4794 |
| 2016  | 2017  | 2018  | 2019  |       |       |       |
| ↗4859 | ↗4916 | ↗5034 | ↗5139 |       |       |       |